# Dirades nubila
Dirades nubila är en fjärilsart som beskrevs av George Francis Hampson 1907. Dirades nubila ingår i släktet Dirades och familjen Uraniidae. Inga underarter finns listade i Catalogue of Life.